# Вулиця Станіслава Лещинського (Вроцлав)

Сполучення з вул. Казимира Великого

Вулиця Станіслава Лещинського — вулиця, розташована у Вроцлаві в Старому місті   . Вулиця є відгалуженням, яке починається від вулиці Казимира Великого. В її кінці є проїзд під будівлею на вулицю Свідницьку.
Вулиця закладена в 1875 році. Він з'єднував сучасну вулицю Свідницьку з вулицею Святої Дороти та Заулком Замковим. Його виділяла територія, де з часів середньовіччя розташовувалися міські стайні, перша згадка про які датується 1340 роком. і це відображається в книзі бухгалтерського обліку. Стайню від вулиці Свідницької відділяла брама, а її реліквія — арка — існувала ще у XVIII столітті.
У 1851 році пивну Kissling з Ринку було перенесено на вулицю Офіар Освенцімських 15/17, а в 1913 р. другу пивну було відкрито на вулиці Станіслава Лещинського, 7/9. Обидві будівлі збереглися.
Під час облоги Бреслау в 1945 р. бойові дії, що тривали, призвели до часткового руйнування існуючих будівель. Збереглося три кам'яниці. Серед іншого було знесено зруйнований фонтан.
У 1962 році вздовж вулиці Свідницької звели п'ятиповерховий будинок під номерами 9 і 11. У той час тут розміщувалися магазини одягу. У будинку зберігся пасаж, що веде на вулицю Станіслава Лещинського.

## Назви
За свою історію вулиця мала такі назви :
- Кенігштрассе - до 1945 року
- Królewska - з 1945 по 1946 рік
- Станіслава Лещинського - з 1945/1946 року

Оригінальна німецька назва вулиці — Königstrasse — була дана на честь короля Пруссії, пізніше імператора — Вільгельма I . Після Другої світової війни, протягом короткого періоду в 1945—1946 роках, до офіційної нової назви, загальновживаною була польська назва, що посилалася на німецьку назву — Królewska . Сучасна назва вулиці присвоєна 31 листопада 1945 року. Подібно до німецької назви, новим покровителем вулиці став король, але цього разу польський король Станіслав Лещинський (нар. 1677, помер 1766), який правив у 1704—1711 та 1733—1736 роках.

## Дорожня система
Вулиці, пов'язані з вулицею Станіслава Лещинського:
- перехрестя: вулиця Казимира Великого
- набережна: вулиця Свідницька

## Охорона і пам'ятки
Вулицю включено до територій, які потребують охорони культурного ландшафту, збереження і належного формування культурного ландшафту та історичного характеру найстарішої частини міста.
На вулиці та в безпосередній близькості розташовані такі пам'ятники :
| розташування | рік будови                                                               | світлина |
| --- | ------------------------------------------------------------------------ | -------- |
| північний фасад |                                                                          |          |
| Офісна будівля — ZETO (задній фасад) Вулиця Офіар Освенцімських 7-13                                                                  | 1966-1969                                                                |          |
| Кам'яниця 1913 р. з пивною К. Кісслінга, нині житлово-господарська будівля                                                            | близько 1875, 1913, після 1945                                           |          |
| Кам'яниця, нині житлово-господарська будівля Вулиця Станіслава Лещинського, 5                                                         | близько 1880                                                             |          |
| Універмаг Шоттлендер (з 1927 р. — Зінгер) з внутрішнім двориком, нині універмаг «H&M» (фрагмент тильного фасаду) Вулиця Свідницька, 7 | 1896-1897 (проект Карла Гроссера), 1927 (реконструкція); 1896, 1927 роки |          |
| південний фасад |                                                                          |          |
| Готель і ресторан «Riegner», нині офісно-сервісна будівля (включаючи соляну печеру)                                                   | 1873-1883 роки (проект Фрідріха Бархевіца)                               |          |
| Будинок мистецтв і ремесел Вільгельма Кніттеля, нині службовий будинок (фрагмент тильного фасаду) Вулиця Свідницька, 13               | 1927 (проект Макса Страссбурга)                                          |          |

## Вроцлавські гноми

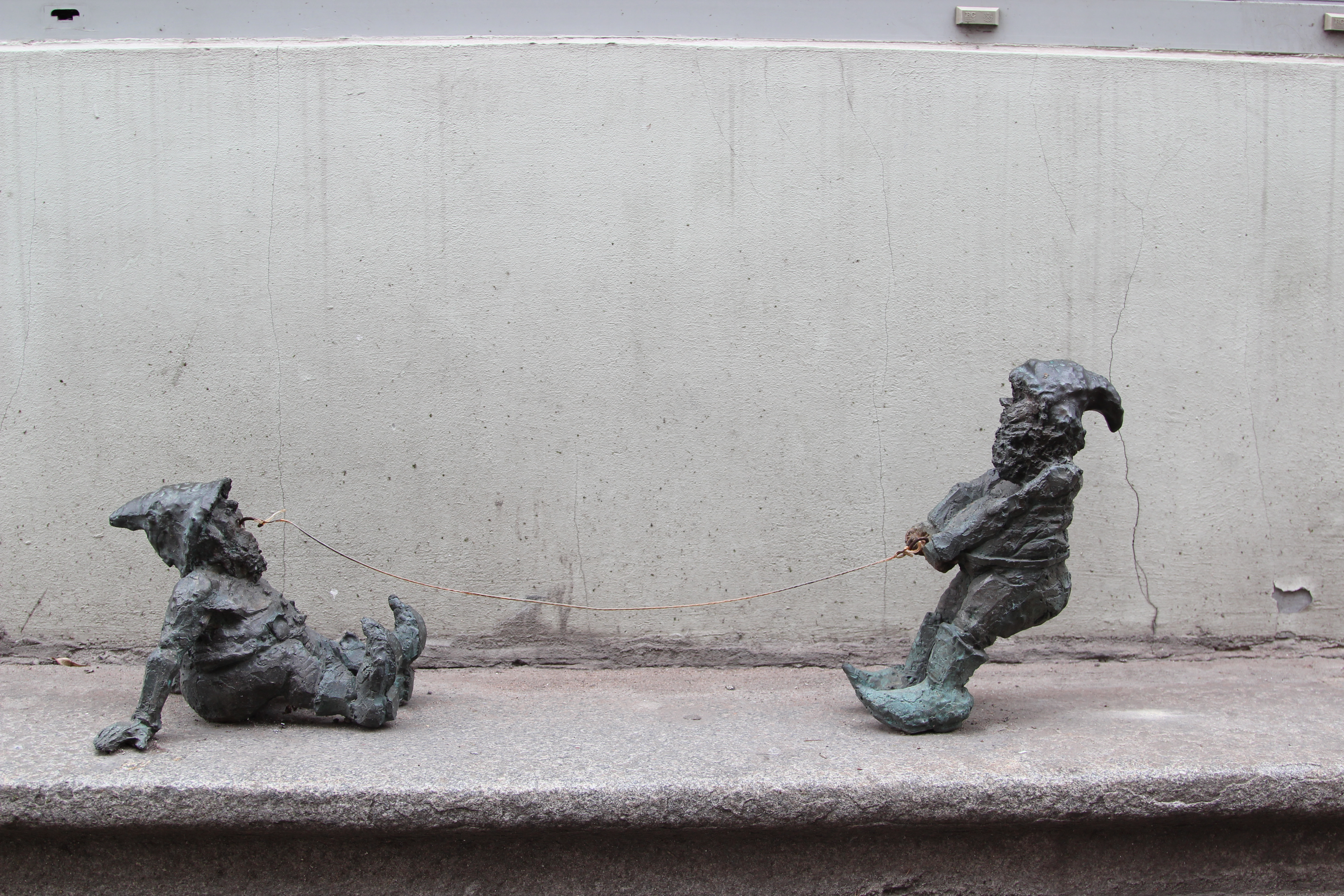
RoyalDenciaki

На цій вулиці були встановлені статуетки знаменитих вроцлавських гномів, тут надано їм назву RoyalDenciaki.